# Nemertesia duséni
Nemertesia duséni är en nässeldjursart som beskrevs av Jäderholm. Nemertesia duséni ingår i släktet Nemertesia och familjen Plumulariidae. Inga underarter finns listade i Catalogue of Life.